# Prohibition Party
De Prohibition Party (PRO) is een politieke partij in de Verenigde Staten van Amerika die streeft naar een totaalverbod (prohibition) op de handel in alcoholische dranken en het nuttigen van alcoholische dranken.

## Geschiedenis
In het midden van de negentiende eeuw nam de consumptie van alcoholische dranken in de Verenigde Staten van Amerika (maar ook in Europa) onder de lagere klassen toe. Hierdoor ontstonden allerlei problemen (moreel verval, verkwisting van geld om in het levensonderhoud te voorzien etc.). Steeds meer organisaties, al dan niet op religieuze grondslag, bepleitten geheelonthouding. Een aantal organisaties streefden een verbod op de consumptie van alcohol na. In 1851 werd de verkoop van alcoholische dranken, maar niet het nuttigen ervan, in de staat Maine verboden. Meer staten speelden met het idee om alcoholhoudende dranken te verbieden, maar de Amerikaanse Burgeroorlog (1861-1865) gooide roet in het eten.
Na de Amerikaanse Burgeroorlog, in 1869, werd de Prohibition Party opgericht die streefde naar een verbod op en de consumptie van alcoholische dranken. John Russell uit Michigan was de eerste partijvoorzitter. Vrij kort na haar oprichting wist de partij voor elkaar te krijgen dat in bepaalde districten en counties de verkoop van alcohol werd verboden. Hoewel de partij er nooit in slaagde om een grote partij te worden, oefende zij echter flinke druk uit op de opeenvolgende Amerikaanse regeringen om tot een alcoholverbod te komen.
In de jaren 90 van de negentiende eeuw legde de Prohibition Party naast het verbod op alcoholhoudende dranken ook de nadruk op sociale hervormingen en stond de partij bekend als een progressieve partij. In het begin van de twintigste eeuw was de Prohibition Partij redelijk succesvol: Charles H. Randall uit Californië was van 1915 tot 1921 voor de Prohibition Party lid van het Congres van de Verenigde Staten en in 1916 werd prohibitionist Sidney J. Catts gouverneur van Florida.
In 1917 werd het voorstel tot het 18e amendement op de grondwet, dat voorzag in een totaalverbod op productie, verkoop en transport van consumptieve alcohol, door het Huis van Afgevaardigden en de Senaat aangenomen en begon de ratificatie door de verschillende staten. Als vanzelfsprekend sprak Congreslid Randall zich namens de Prohibition Party uit voor het totaalverbod. Het verbod kwam mede tot stand door het lobbywerk van de Prohibition Party, maar andere organisaties die voorstander waren van drooglegging en partijleden van de Republikeinse Partij en de Democratische Partij droegen vooral bij tot het verbod.

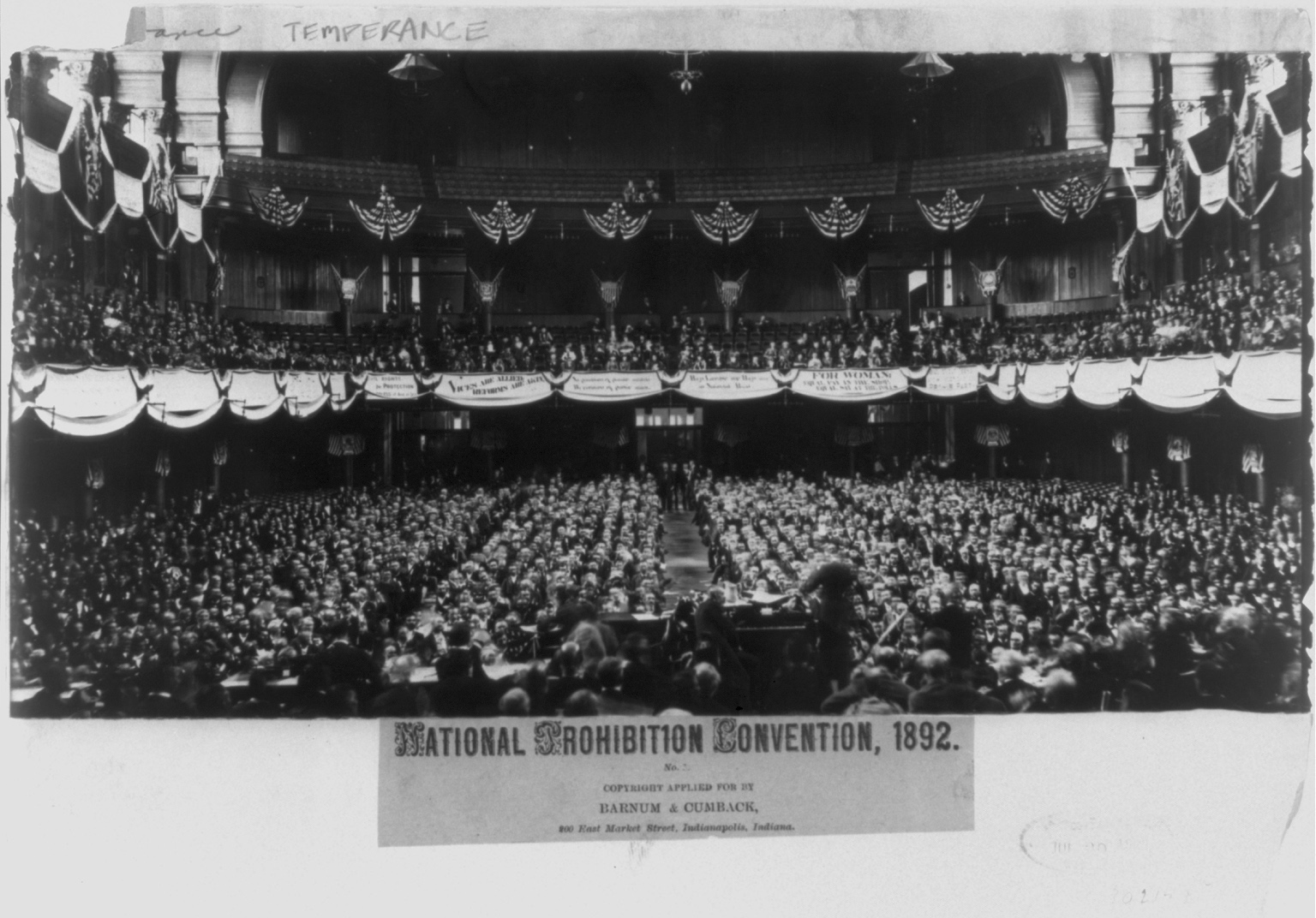
National Prohibition Convention, Cincinnati, Ohio, 1892.

Tijdens de Drooglegging (1917-1933) oefende de Prohibition Party druk uit op de regering om de regels met betrekking tot het verbod op alcoholische dranken strikt na te leven. In 1928 was de partij van plan om de republikeinse kandidaat Herbert Hoover (aanvankelijk een groot voorstander van de drooglegging) te nomineren voor het presidentschap. Vier van de zeven leden van het partijbestuur koos echter voor de nominering van een eigen kandidaat: William F. Varney. Hoover werd te licht bevonden. De verkiezing van Hoover tot president werd niettemin door de Prohibition Party begroet, omdat de kandidaat van de Democratische Partij (de Rooms-Katholiek Al Smith) niet "droog genoeg" was. Tijdens zijn presidentschap keerde Hoover zich echter tegen een strikte naleving van de drooglegging en kwam daardoor in conflict met de Prohibition Party die Hoover verweten een renegaat ("turncoat") te zijn. Hoover werd in 1933 niet herkozen, maar zijn opvolger, de democraat Franklin D. Roosevelt, herriep de droogleggingwetgeving en amendement 21 werd geïntroduceerd ("The eighteenth article of amendment to the Constitution of the United States is hereby repealed").

### Verval
De Prohibition Party raakte na de introductie van amendement 21 in ernstig verval. Veel Amerikanen waren blij dat de landelijke drooglegging werd afgeschaft, maar in enkele districten (counties) in de zuidelijke staten bleven alcoholhoudende dranken verboden. Desalniettemin nomineerde de Prohibition Party iedere vier jaar een kandidaat voor het presidentschap. In 1948 kreeg een presidentskandidaat van de Prohibition Party voor het laatst meer dan 100.000 stemmen. Bij de presidentsverkiezingen van 1976 kreeg de presidentskandidaat van de Prohibition Party voor het laatst meer dan 10.000 stemmen. In 2008 kreeg de presidentskandidaat, Gene Amondson, maar 643 stemmen.
In augustus 2003 kreeg de partij te maken met een scheuring: een groep in Colorado wilde Earl Dodge nomineren als presidentskandidaat en werd hierin gesteund door de National Prohibition Party of Colorado. Tijdens een partijconventie in de huiskamer van Dodge werd hij door zijn aanhangers genomineerd als presidentskandidaat voor de presidentsverkiezingen van 2004. Dit leidde tot spanningen binnen de partij want in februari 2004 werd Gene C. Amondson tijdens een partijconventie genomineerd. Doge weigerde de kandidatuur van Amondson te erkennen en vice versa. Uiteindelijk schaarde de gehele Prohibition Party in Colorado zich achter Dodge en de Prohibition Party in de andere staten schaarden zich achter Amondson. Bij de presidentsverkiezingen van 2004 kreeg Amondson 1944 stemmen en Dodge 140 stemmen. Ook na de verkiezingen bleven de spanningen bestaan, pas na het overlijden van Dodge in november 2007 verzoende de Dodge-fractie zich weer met de rest van de partij.

### Nationale Conventie 2008 en depresidentsverkiezingen van 2008
De 35ste Nationale Conventie van de Prohibition Party in het Adams Mark Hotel te Indianapolis koos Gene Amondson (Washington) tot kandidaat voor het presidentschap en Leroy Pletten (Michigan) tot kandidaat voor het vicepresidentschap. Het duo, dat alleen meedeed in de staten Colorado, Florida en Louisiana, kreeg bij de presidentsverkiezingen van 4 november 2008 slechts 643 stemmen.
Amondson overleed op 20 juli 2009.

## Logo
Het logo van de Prohibition Party is een kameel. De keuze voor de kameel is omdat dit dier weinig drinkt. Het logo heeft de partij te danken aan de Amerikaanse cartoonist Thomas Nast die ook verantwoordelijk was voor de logo's van de Democratische Partij (ezel) en de Republikeinse Partij (olifant) De slogan van de partij is "Yesterday—Today—Tomorrow".

## Ideologie
De Prohibition Party stond aanvankelijk bekend als progressief. Een verbod op en de handel in alcoholhoudende dranken gold in de negentiende en begin twintigste eeuw als uiterst progressief. Tegenwoordig wordt drooglegging gezien als onhaalbaar, ook bij veel geheelonthouders. De partij blijft haar principes echter trouw.
Naast haar streven de drooglegging weer in te voeren streeft de partij ook naar strengere wetgeving met betrekking tot tabak, drugs, gokken, prostitutie en pornografie.
De huidige koers van de partij is sociaal-conservatief, maar ook fiscaal conservatief, omdat de partij voorstander is van belastingverlaging.
De Prohibition Party kan op steun rekenen van de anti-alcohollobby en bepaalde christelijke kerken (methodistische kerken in het bijzonder).

## Afdelingen van de Prohibition Party
- Colorado Prohibition Party
- Florida Prohibition Party
- Indiana Prohibition Party
- Pennsylvania Prohibition Party
- Tennessee Prohibition Party

## Nationale Conventies van de Prohibition Party
In de aanloop naar de presidentsverkiezingen (om de vier jaar) vinden er Nationale Conventies van de Prohibition Party plaats. Tijdens een Nationale Conventie wordt een kandidaat voor het presidentschap en het vicepresidentschap gekozen.

## Resultaten bij presidentsverkiezingen
| Jaar | Kandidaat                                                          | Stemmen |
| ---- | ------------------------------------------------------------------ | ------- |
| 2024 | Michael Wood                                                       | 1144    |
| 2020 | Phil Collins                                                       | 4834    |
| 2016 | James Hedges                                                       | 5617    |
| 2012 | Jack Fellure                                                       | 518     |
| 2008 | Gene Amondson                                                      | 643     |
| 2004 | Gene Amondson                                                      | 1944    |
| 2004 | Earl Dodge (Colorado ticket)                                       | 140     |
| 2000 | Earl Dodge                                                         | 208     |
| 1996 | Earl Dodge                                                         | 1298    |
| 1992 | Earl Dodge                                                         | 935     |
| 1988 | Earl Dodge                                                         | 8002    |
| 1984 | Earl Dodge                                                         | 4242    |
| 1980 | Benjamin C. Bubar                                                  | 7212    |
| 1976 | Benjamin C. Bubar                                                  | 15.934  |
| 1972 | E. Harold Munn                                                     | 12.818  |
| 1968 | E. Harold Munn                                                     | 14.915  |
| 1964 | E. Harold Munn                                                     | 23.266  |
| 1960 | Rutherford Decker                                                  | 46.193  |
| 1956 | Enoch A. Holtwick                                                  | 41.937  |
| 1952 | Stuart Hamblen                                                     | 73.413  |
| 1948 | Claude A. Watson                                                   | 103.489 |
| 1944 | Claude A. Watson                                                   | 74.735  |
| 1940 | Roger W. Babson                                                    | 58.743  |
| 1936 | D. Leigh Colvin                                                    | 37.668  |
| 1932 | William D. Upshaw                                                  | 81.916  |
| 1928 | William F. Varney                                                  | 20.095  |
| 1928 | Herbert Hoover (R) (Californië ticket)                             | 14.394  |
| 1924 | Herman P. Faris                                                    | 54.833  |
| 1920 | Aaron Watkins                                                      | 188.685 |
| 1916 | J. Frank Hanly                                                     | 221.030 |
| 1912 | Eugene W. Chafin                                                   | 207.972 |
| 1908 | Eugene W. Chafin                                                   | 252.821 |
| 1904 | Silas C. Swallow                                                   | 258.596 |
| 1900 | John G. Woolley                                                    | 209.004 |
| 1900 | Donelson Caffery (Trok zich als kandidaat terug) Edward M. Emerson | 342     |
| 1896 | Joshua Levering                                                    | 125.072 |
| 1896 | Charles E. Bentley                                                 | 19.363  |
| 1892 | John Bidwell                                                       | 270.770 |
| 1888 | Clinton B. Fisk                                                    | 249.813 |
| 1884 | John P. St. John                                                   | 147.520 |
| 1880 | Neal Dow                                                           | 9674    |
| 1876 | Green Clay Smith                                                   | 6743    |
| 1872 | James Black                                                        | 2100    |

## Voorzitters van het Uitvoerende Comité van de Prohibition Party
- 1869 - 1872: John Russell
- 1872 - 1876: Simeon B. Chase
- 1876 - 1880: James Black
- 1880 - 1884: Gideon Tabor Stewart
- 1884 - 1887: John B. Finch
- 1887 - 1900: Samuel Dickie
- 1900 - 1905: Oliver W. Stewart
- 1905 - 1912: Charles R. Jones
- 1912 - 1912: Byron E.P. Prugh
- 1912 - 1924: Virgil G. Hinshaw
- 1924 - 1925: Byron E.P. Prugh
- 1925 - 1932: David Leigh Colvin
- 1932 - 1947: Edward E. Blake
- 1947 - 1950: Virgil C. Finnell
- 1950 - 1953: Gerald Overholt
- 1953 - 1955: Lowell H. Coate
- 1955 - 1971: E. Harold Munn
- 1971 - 1979: Charles Wesley Ewing
- 1979 - 2003: Earl F. Dodge
- 2003 - 2009: Gene C. Amondson (†)
- 2009 - heden: vacant

## Verwijzingen
1. ↑  https://web.archive.org/web/20101121025157/http://www.time.com/time/magazine/article/0,9171,927759,00.html
2. ↑  https://web.archive.org/web/20101027064413/http://www.time.com/time/magazine/article/0,9171,753371,00.html
3. ↑  http://www.prohibitionists.org/Background/background.html